# Onamia
Onamia és una població dels Estats Units a l'estat de Minnesota. Segons el cens del 2000 tenia 847 habitants.

## Demografia
Segons el cens del 2000, Onamia tenia 847 habitants, 318 habitatges, i 171 famílies. La densitat de població era de 363,4 habitants per km².
Dels 318 habitatges en un 26,4% hi vivien nens de menys de 18 anys, en un 38,1% hi vivien parelles casades, en un 12,3% dones solteres, i en un 46,2% no eren unitats familiars. En el 42,8% dels habitatges hi vivien persones soles el 23,9% de les quals corresponia a persones de 65 anys o més que vivien soles. El nombre mitjà de persones vivint en cada habitatge era de 2,16 i el nombre mitjà de persones que vivien en cada família era de 2,98.
Per edats la població es repartia de la següent manera: un 28,5% tenia menys de 18 anys, un 7,8% entre 18 i 24, un 18,8% entre 25 i 44, un 18,8% de 45 a 60 i un 26,2% 65 anys o més.
L'edat mediana era de 41 anys. Per cada 100 dones de 18 o més anys hi havia 77,7 homes.
La renda mediana per habitatge era de 21.250 $ i la renda mediana per família de 32.500 $. Els homes tenien una renda mediana de 31.000 $ mentre que les dones 19.375 $. La renda per capita de la població era de 12.857 $. Entorn de l'11,9% de les famílies i el 14,6% de la població estaven per davall del llindar de pobresa.

## Poblacions més properes
El següent diagrama mostra les poblacions més properes.